# Infinite Crisis (jeu vidéo)
Pour le comics, voir Infinite Crisis.
Infinite Crisis est un jeu vidéo de type MOBA développé par Turbine et édité par Warner Bros. Interactive Entertainment, sorti en 2015 sur Windows.
Les serveurs ferment le 14 août 2015.

## Personnages jouables
- Aquaman
- Atrocitus
- Bane
- Batman (et versions de Gaslight Earth et Nightmare Earth)
- Blue Beetle
- Catwoman (et version de Gaslight Earth)
- Cyborg
- Deadshot
- Doomsday
- Flash
- Green Arrow
- Green Lantern (et versions d'Arcane Earth et d'Atomic Earth)
- Harley Quinn (et version d'Arcane Earth)
- Hawkgirl
- The Joker (et versions d'Atomic Earth et de Gaslight Earth)
- Katana
- Krypto
- Lex Luthor
- Poison Ivy (et version d'Atomic Earth)
- Robin (et version de Nightmare Earth)
- Shazam
- Sinestro
- Solomon Grundy
- Stargirl
- Starro
- Star Sapphire
- Supergirl (et version d'Arcane Earth)
- Superman (et versions de Mecha Earth et de Nightmare Earth)
- Swamp Thing
- Wonder Woman (et versions d'Atomic Earth et de Mecha Earth)
- Zatanna (et version d'Arcane Earth)

## Accueil
- GameSpot : 6/10[1]
- IGN : 6,9/10[2]